# Þrúðr

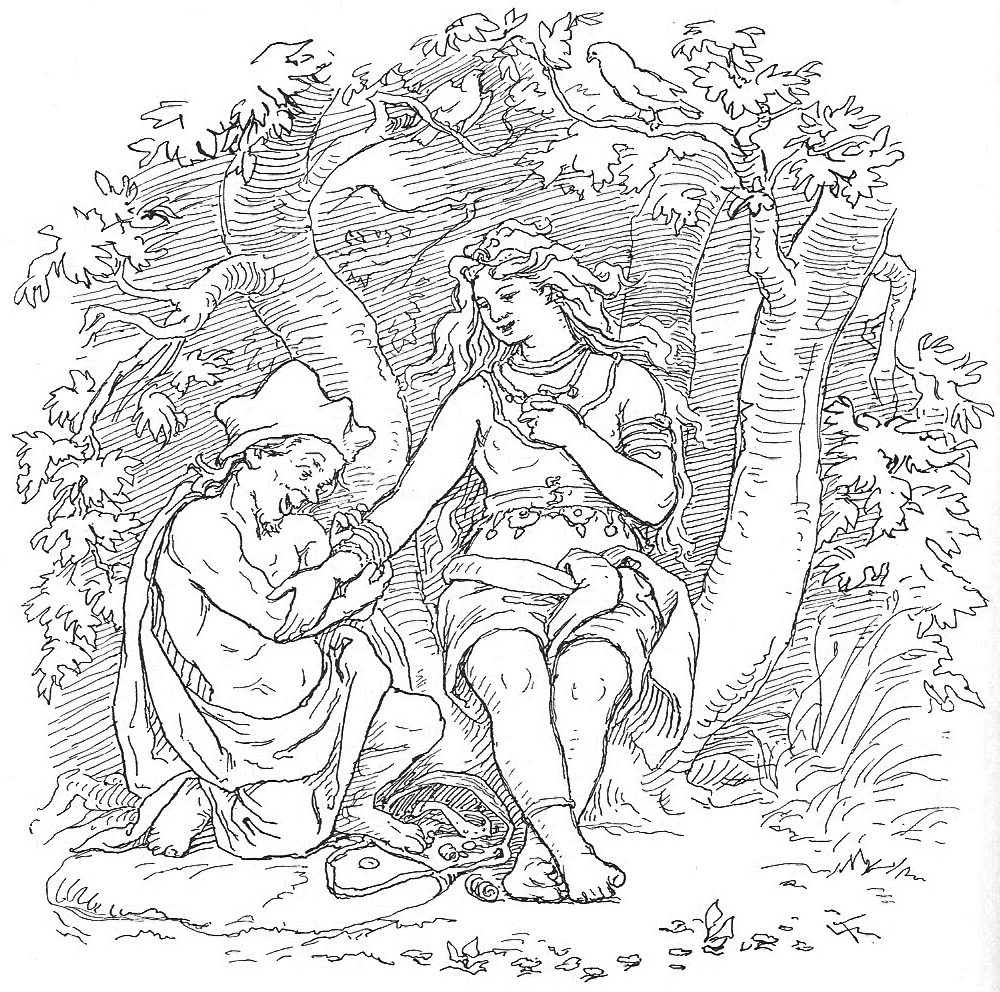
Alvíss y Þrúðr. Ilustración de Lorenz Frølich.

Þrúðr era la hija de Thor y Sif en la mitología nórdica. Es la hermana de Lóriði y media hermana de Magni, Móði y Ullr. Era una valquiria que servía a los einherjar en el Valhalla. 
Þrúðr fue prometida a Alvíss, un enano, en cambio por el trabajo de Alvíss creando armas para los dioses. Thor ideó un plan para detenerlo de casarse con su hija. Le dijo que, debido a su poca altura, debía probar su sabiduría. Alvíss accedió y Thor hizo que la prueba durara hasta que el sol saliera. Todos los enanos se convierten en piedra cuando son expuestos a la luz solar, así que Alvíss fue petrificado y Þrúðr permaneció soltera. 
No está claro si sobrevivió o no el Ragnarök junto a su hermana Lóriði y sus dos medios hermanos Magni y Móði.
Se la menciona en la Edda de Snorri Sturluson.
En la mitología nórdica Þrúðr (su anglicismo es Thrúd) es hija del dios Thor. Su nombre significa "poder" en noruego antiguo.

## Hija de Thor

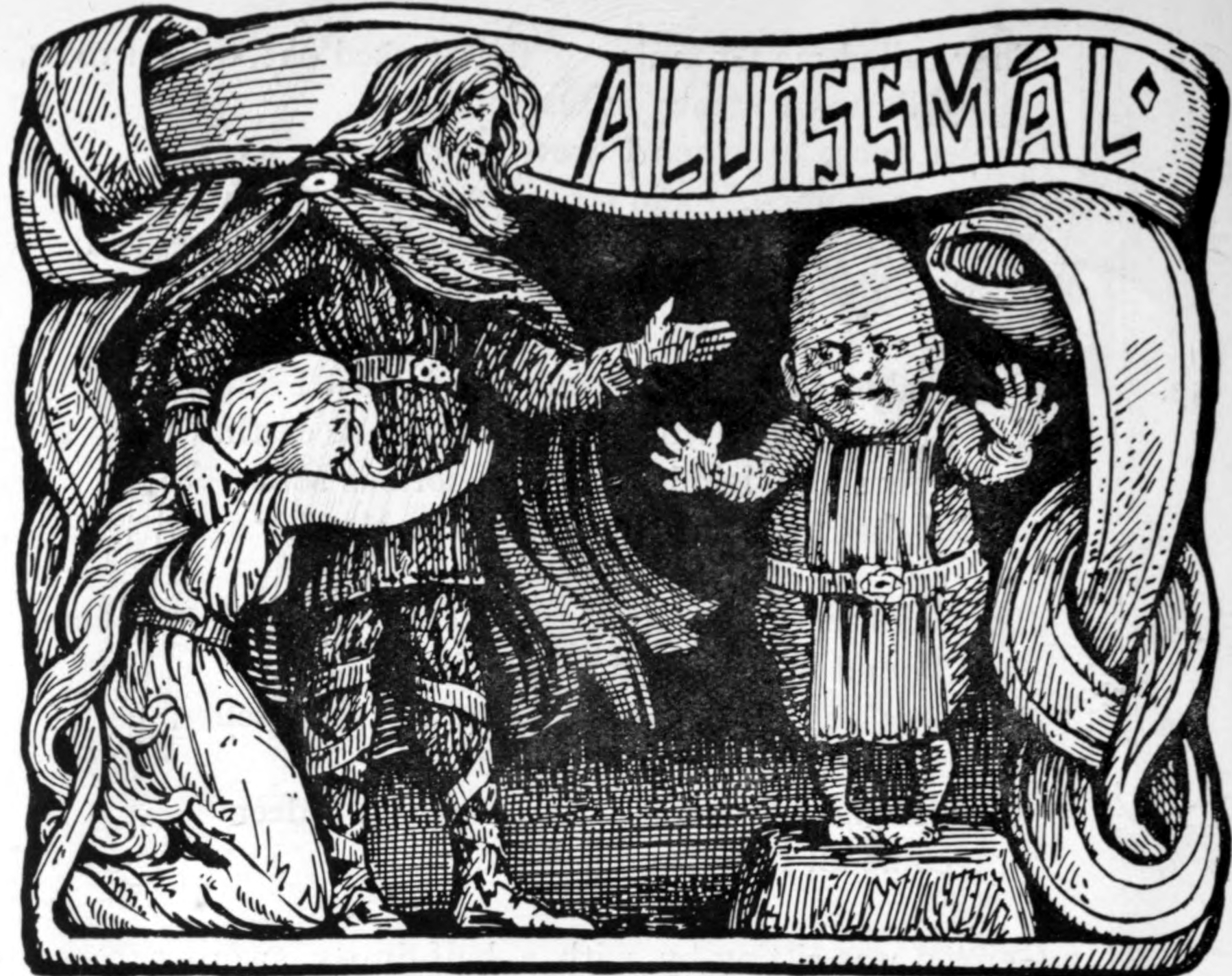
El Gran Sabio enano habla con Thor.

En Skáldskaparmál (4), Snorri Sturluson relata que a Thor se le llama también "Padre de Þrúðr" ("faðir Þrúðar"). Eysteinn Valdason Utilizó esa expresión en su poema sobre Thor (2). En Skáldskaparmál (21) se agregó que su madre es Sif. 
En la obra de Bragi Boddason, Ragnarsdrápa, el gigante Hrungnir es conocido como "Ladrón de Þrúðr" (Þrúðar þjófr). pero no hay referencia directa a ese mito en ninguna otra fuente. Skáldskaparmál (17), en el cual Snorri relata una pelea entre Thor y Hrungnir, se menciona una causa muy diferente, y Haustlöng de Thjódólfur úr Hvini solamente se describe una pelea sin hacer referencia alguna a la causa que lo originó. Este poema narra dos escenas mitológicas que se encuentran grabadas en un escudo, siendo la primera, el rapto de Iðunn por el gigante Þjazi. Margaret Clunies Ross ha sugerido que los dos episodios son complementarios, ambos relativos al rapto de una diosa, y la falla y muerte del raptor. Otro kenning puede hacer alusión a este mito: en Þórsdrápa de Eilífr Goðrúnarson (18).
Inclusive sin mencionar su nombre, la Edda Alvíssmál, en la cual el nombre de la hija de Thor se relaciona con la Norse, Alvíss, probablemente sea una referencia a Þrúðr.

## Otras referencias
Þrúðr es el nombre de una de las valkirias, quien es aliada de los einherjar en el Valhalla (Grímnismál, 36). No se tiene certeza sobre si Þrúðr se trata del mismo personaje que la hija de Thor.
Su nombre pudo haberse utilizado en kenningars para ejemplificarlos en la piedra rúnica de Karlevi. El nombre también se ha utilizado en kennings para mujeres. Ormr Steinþórsson utiliza este recurso para poemas relacionados con mujeres.